# Ацел, Тамаш
Та́маш А́цел (венг. Aczél Tamás; 1921—1994) — венгерский писатель, журналист, в эмиграции — преподаватель венгерской и английской литературы.

## Биография
Родился 16 декабря 1921 года в Будапеште. В 1939 года окончил среднюю школу, продолжил образование в Италии. С 19 лет в рабочем движении. Член Коммунистической партии Венгрии. В 1945 году, работая в деревне, участвовал в реализации земельной реформы. В 1950—1953 годах — главный редактор журнала «Звезда» (Csillag), посвящённого вопросам культурной политики.
В 1953—1956 годах — секретарь Союза венгерских писателей. После смерти Сталина активно выступал за расширение творческих свобод, был политическим союзником Имре Надя. В конце 1956 года, в связи с поражением Венгерского восстания, в котором Ацел принимал активное участие, эмигрировал в Великобританию, с 1966 года в США. За рубежом был редактором нескольких эмигрантских периодических изданий на венгерском языке. В 1957—1961 годах сотрудничал в Институте социально-политических исследований имени Имре Надя в Брюсселе. C 1966 года преподаватель Массачусетского университета, вице-президент ПЕН-клуба.
Был женат на олимпийской чемпионке Ольге Дьярмати. Умер 18 апреля 1994 года в Бостоне (США).

## Сочинения
- «Бдительность и верность», сборник стихов
- A szabadság árnyékában («Под сенью свободы», роман, 1948)
- Vihar és napsütés («Буря и солнце», роман, 1949)
- A szellemi ellenállás története a vasfüggöny mögött («История интеллектуального сопротивления за Железным занавесом», эссе, 1959)
- Tisztító vihar («Очищающая буря», вместе с Тибором Мераи)
- A vadászat («Охота», 1991)

## Премии
- Сталинская премия третьей степени (1952) — за роман «Под сенью свободы» (1948)
- премия имени Лайоша Кошута (1948) — за сборник стихов «Бдительность и верность»